# Випробування вірності
«Випробування вірності» — радянський кінофільм, знятий в 1954 році Іваном Пир'євим на кіностудії «Мосфільм».

## Сюжет
Кінодрама про непрості людські долі, про любов і розлуку, зраду і відданість, що відбуваються в сім'ї робітника Єгора Кузьмича Лутоніна. Андрій Калмиков, чоловік Ольги, старшої дочки Єгора Лутоніна кохає іншу жінку і вечорами після роботи їздить до неї. Андрій дуже страждає від такої подвійності, але нічого не може з собою вдіяти. Нарешті, коханка ставить Андрію жорстку умову: або він розлучається з дружиною, або назавжди забуває про неї. Набравшись сміливості, Андрій йде додому і в усьому зізнається Ользі, яка давно вже про все здогадувалася. Але Андрій — зразковий працівник, член партії і, крім того, займає на заводі одну з керівних посад, маючи особистого шофера. З цієї причини розлучення йому не дають, оскільки вважається, що людина, віддана партії, повинна бути відданою і дружині. В результаті Калмиков втрачає обох своїх коханих жінок. Молодша дочка, Варя, закохується в нового інженера на автозаводі, де працює більшість членів сім'ї, і вже вирішує вийти за нього заміж, але Єгор Лутонін не поспішає давати свою батьківську згоду: щось не подобається йому у цій молодій людині. Незабаром стає зрозуміло, що побоювання не безпідставні: Варін кавалер присвоїв собі винахід закоханого у Варю Петі, а трохи згодом викривається ще й те, що він виплачує частину зарплати за виконавчим листом рідній матері. Варя шокована і пригнічена тим, що він виявляється зовсім не такою людиною, якою вона його собі уявляла. Андрій їде на Чукотку прокладати залізницю. Опинившись на півночі, він все частіше усвідомлює свою помилку і провину по відношенню до Ольги. Через деякий час Варя вирішує їхати на Алтай освоювати цілину, Петя теж хоче їхати, щоб бути поруч з нею. Єгор Кузьмич не відпускає його з заводу, але на прощальному вечорі Петя розкриває свої почуття перед Варею, і в подальшому вони будуть разом. Цього ж вечора додому до Лутоніна приходить колишній шофер Андрія і розповідає Ользі про те, що літак, на якому летів Андрій, зазнав аварії, і він знаходиться в лікарні. Ольга вирішує негайно летіти до нього. У фіналі фільму вона приходить до нього в лікарню, і їх долі знову возз'єднуються. Завершується фільм своєрідною «сповіддю» Єгора Кузьмича Лутоніна перед його старим другом Савою Вікентійовичем Рябчиковим.

## У ролях
- Сергій Ромоданов —  Єгор Кузьмич Лутонін
- Марина Ладиніна —  Ольга Єгорівна Калмикова
- Леонід Галліс —  Андрій Петрович Калмиков
- Василь Топорков —  Сава Вікентійович Рябчиков
- Ніна Гребешкова —  Варя Лутоніна  (пісню виконує Віра Красовицька)
- Олександр Михайлов —  Петя Гребьонкін
- Станіслав Чекан —  Вася Жук
- Олег Голубицький —  Ігор Володимирович Варенцов
- Зінаїда Руднєва —  Агнія Василівна
- Микола Тимофєєв —  Олексій Степанович Бобров
- Юрій Медведєв —  Федір Акимович Єрохін, шофер
- Маргарита Анастасьєва —  Ірина, коханка Калмикова
- Петро Старковський —  Іван Трохимович Шекснін, академік
- Юрій Пузирьов —  Меліхов, льотчик
- Микола Гладков —  Іван Хомич
- Сергій Борисов —  геолог в Сибіру
- Володимир Гуляєв —  Семаков, командир загону
- Едуард Бредун —  гість у Лутоніна
- Володимир Гусєв —  гість у Лутоніна
- Володимир Землянікін —  гість у Лутоніна
- Тамара Логінова —  гостя у Лутоніна
- Володимир Ратомський —  гість у Лутоніна
- Микола Сморчков —  гість у Лутоніна
- Микола Нікітіч — лікар
- Валентин Кулик —  студент
- Микола Хрящиков —  солдат

## Творча група
- Сценарій: Іван Пир'єв, брати Тур (Петро Тур, Леонід Тур)
- Постановка і режисура: Іван Пир'єв
- Головний оператор: Валентин Павлов
- Художник: Володимир Каплуновський
- Композитор: Ісаак Дунаєвський
- Текст пісень: Михайло Матусовський
- Звукооператор: В'ячеслав Лєщов
- Монтаж: Анна Кульганек
- Художник по костюмах: Валентин Пєрєльотов
- Директор картини: І. Біц